# تصوير بالرنين المغناطيسي الوظيفي

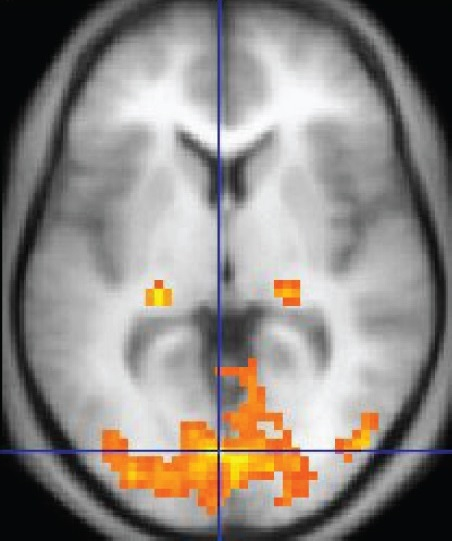
صورة بالرنين المغناطيسي الوظيفي تظهر مناطق صفراء اللون دلالة على ازدياد النشاط فيها بالمقارنة مع وضع التحكم (الوضع الطبيعي الذي تتم المقارنة به).

يقيس التصوير بالرنين المغناطيسي الوظيفي (بالإنجليزية: Functional magnetic resonance imaging)‏ (اختصارًا fMRI) نشاط المخ برصد التغيرات المرتبطة بتدفق الدم. تعتمد هذه التقنية على حقيقة أن تدفق الدم في المخ وتنشيط الخلايا العصبية مرتبطان. عندما تكون منطقة في المخ قيد الاستخدام، يزداد أيضًا تدفق الدم إلى تلك المنطقة.
يستخدم الشكل الأولي للتصوير بالرنين المغناطيسي الوظيفي التباين المعتمد على مستوى الأكسجين في الدم (بي. أو. إل. دي)، الذي اكتشفه سيجي أوغاوا عام 1990. وهو نوع متخصص من فحص الجسم والمخ يستخدم لرسم خريطة للنشاط العصبي في المخ أو النخاع الشوكي للبشر أو الحيوانات الأخرى بتصوير التغير في تدفق الدم (استجابة حركة الدم) المرتبطة باستخدام خلايا المخ للطاقة. منذ وقت مبكرٍ من تسعينيات القرن العشرين، هيمن التصوير بالرنين المغناطيسي الوظيفي على أبحاث رسم خرائط المخ لأنه لا يتطلب من المرضى أن يخضعوا للحقن أو الجراحة، أو يتناولوا موادًا، أو يتعرضوا للإشعاع المأين. كثيرًا ما يقاطع هذا القياس تشويش من مصادر مختلفة؛ وبالتالي، تُستخدم عملياتٍ إحصائيةٍ لاستخراج الإشارة الأساسية. يمكن تمثيل تنشيط المخ الناتج بيانيًا عن طريق الترميز اللوني لقوة التنشيط عبر المخ أو المنطقة المحددة التي تمت دراستها. يمكن لهذه التقنية أن تمركز النشاط في حدود ملليمترات، لكن باستخدام التقنيات القياسية، لفترة لا تزيد عن بضع ثوانٍ. الطرق الأخرى للحصول على التباين هي وضع علامات شريانيةٍ دوارة وتصوير الانتشار بالرنين المغناطيسي. يشبه الإجراء الأخير التصوير بالرنين المغناطيسي الوظيفي للتباين المعتمد على مستوى الأكسجين في الدم (بي.أو.إل.دي.إف.إم.ر.آي) ولكنه يقدم تباينًا مستندًا إلى حجم انتشار جزيئات الماء في المخ.
بالإضافة إلى رصد استجابات التباين المعتمد على مستوى الأكسجين في الدم (بي. أو. إل. دي) للنشاط بسبب المهام/المنبهات، يمكن للتصوير بالرنين المغناطيسي الوظيفي (إف. إم. آر. آي) قياس حالة الراحة، أو حالة عدم وجود مهمة، وهو ما يظهر الخط القاعدي للتباين المعتمد على مستوى الأكسجين في الدم (بي. أو. إل. دي) لموضوع البحث. منذ عام 1998، أظهرت الدراسات وجود شبكة الوضع المفترض (دي. إم. إن) والمعروفة أيضًا باسم «شبكة حالة الراحة» (آر.إس.إن) وخصائصها، وهي شبكة عصبية متصلة وظيفيًا من «حالات المخ» الظاهرة.
يستخدم التصوير بالرنين المغناطيسي الوظيفي في الأبحاث، وعلى نطاق أقل، في العمل السريري. يمكن له أن يكمل قياسات فيزيولوجيا المخ الأخرى كمخطط كهربية المخ (إي.إي.جي) والدراسات الطيفية بالأشعة تحت الحمراء قصيرة الموجات (إن. آي.آر.إس). يجري البحث عن طرق أحدث لتحسين الاستبانة المكانية والزمانية. وتستخدم هذه بشكل أكبر المؤشرات الحيوية بدلًا من إشارة التباين المعتمد على مستوى الأكسجين في الدم (بي. أو. إل. دي). قامت بعض الشركات بتطوير منتجات تجارية مثل أجهزة كشف الكذب اعتمادًا على تقنيات التصوير بالرنين المغناطيسي الوظيفي، ولكن لايعتقد أن هذا البحث قد نضج بشكلٍ كافٍ للانتشار التجاري واسع النطاق.

## نظرة عامة
بُنِي مفهوم التصوير بالرنين المغناطيسي الوظيفي على تقنية الفحص بالرنين المغناطيسي السابقة واكتشاف خصائص الدم الغني بالأكسجين. تستخدم فحوصات التصوير بالرنين المغناطيسي للمخ مجالًا مغناطيسيًا قويًا، ودائمًا، وثابتًا ليحاذي النوى في المنطقة من المخ الجاري دراستها. يُطبق مجالٌ مغناطيسيٌ آخر، حقل الانحدار، لتحديد موقع نوى مختلفة مكانيًا. أخيرًا، تُشغّل نبضة تردد لاسلكي (آر.إف) لركل النوى إلى مستويات مغنطة أعلى، يعتمد التأثير الآن على مكان تواجدها. عندما يُزال حقل التردد اللاسلكي (آر.إف)، تعود النوى إلى حالتها الأصلية، وتُقاس الطاقة التي تنبعث منها بملف لإعادة إنشاء مواقع النواة. وبالتالي، يقدم التصوير بالرنين المغناطيسي رؤية هيكلية ساكنة لمادة المخ. كان الدافع الرئيسي وراء الرنين المغناطيسي الوظيفي هو توسيع التصوير بالرنين المغناطيسي لالتقاط التغييرات الوظيفية في المخ الناتجة عن نشاط الخلايا العصبية. قدمت الاختلافات في الخواص المغناطيسية بين الدم الشرياني (الغني بالأكسجين) والدم الوريدي (الفقير بالأكسجين) هذا الرابط.
أصبح معروفًا منذ تسعينيات القرن التاسع عشر أن التغيرات في تدفق وأكسجة الدم في المخ (والمعروفة إجمالًا باسم حركة الدم) ترتبط ارتباطًا وثيقًا بالنشاط العصبي. عندما تصبح خلايا عصبية نشطة، يزداد تدفق الدم الموضعي إلى مناطق المخ تلك، ويحل الدم الغني بالأكسجين (المؤكسج) محل الدم الفقير بالأكسجين (غير المؤكسج) بعد حوالي ثانيتين. يرتفع هذا إلى الذروة لأكثر من 4-6 ثوان، قبل أن يعود إلى المستوى الأصلي (وعادة ما ينزلق لأقل من وضع انطلاقه قليلًا). يُحمل الأكسجين بواسطة جزيء الهيموغلوبين في خلايا الدم الحمراء. يكون الهيموغلوبين منزوع الأكسجين (دي.إتش.بي) مغناطيسيًا (شبه مغنطيسي) أكثر من الهيموغلوبين المؤكسد (إتش.بي)، والذي يكون عمليًا مقاومًا للمغناطيسية (غير مغناطيسي). يؤدي هذا الاختلاف إلى إشارة رنينٍ مغناطيسي محسنةٍ حيث يتداخل الدم غير المغناطيسي بشكل أقل مع إشارة الرنين المغناطيسي. يمكن تخطيط هذا التحسن لإظهار الخلايا العصبية النشطة في كل مرة.

## تاريخيا

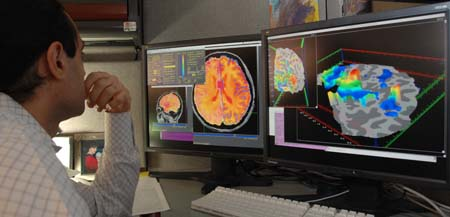
باحث يفحص صور الرنين المغناطيسي الوظيفي

أواخر القرن التاسع عشر، ابتكر أنجيلو موسو «توازن الدورة الدموية للإنسان»، الذي يمكنه بطريقة غير غازية قياس إعادة توزيع الدم أثناء النشاط العاطفي والذهني. برغم ذلك، وبرغم ذكر ويليام جيمس لها بشكلٍ مختصر عام 1890، فإن التفاصيل والأعمال المحددة لهذا التوازن والتجارب التي قام بها موسو باستخدامه ظلت مجهولةً بشكل كبير حتى الاكتشاف الحديث للأداة الأصلية وتقارير موسو بواسطة ساندرون وزملائه. بحث أنجيلو موسو في العديد من المتغيرات الحرجة التي ما زالت ذات صلة بالتصوير العصبي الحديث مثل «نسبة الإشارة إلى التشويش»، والاختيار المناسب للنموذج التجريبي، والحاجة إلى التوثيق المتزامن للمؤشرات الفزيولوجية المختلفة. لا توفر مخطوطات موسو دليلًا مباشرًا على أن التوازن كان قادرًا حقًا على قياس التغيرات في تدفق الدم الدماغي الناتجة عن الإدراك. ومع ذلك أظهر تكرارٌ حديثٌ أجراه دايفيد ت. فيلد باستخدام تقنيات معالجة إشاراتٍ حديثة لم تكن متاحةً لموسو أن جهاز التوازن من هذا النوع قادرٌ على رصد التغيرات في حجم الدم الدماغي المرتبطة بالإدراك.
في جامعة كامبريدج عام 1890، ربط تشارلز روي وتشارلز شيرينجتون تجريبيًا لأول مرة بين وظيفة المخ وتدفق الدم له، كانت الخطوة التالية لحل كيفية قياس تدفق الدم للمخ اكتشاف تشارلز كورييل عام 1936 أن هيموغلوبين الدم الغني بالأكسجين يتنافر بشكل ضعيف مع المجالات المغناطيسية. بينما ينجذب هيموغلوبين الدم المفتقر إلى الأكسجين إلى المجالات المغناطيسية، وإن كان بطريقة أقل من العناصر المغناطيسية مثل الحديد. أدرك سيجي أوغاوا في معامل إيه تي&بل أنه يمكن استخدام هذا في تعزيز التصوير بالرنين المغناطيسي، الذي يستطيع فقط تصوير البنية الساكنة للمخ، حيث أن الخصائص المغناطيسية المختلفة لكل من الهيموغلوبين الغني بالأكسجين والآخر المفتقر إلى الأكسجين الناتجة عن تدفق الدم لتنشيط مناطق المخ قد يسبب تغيراتٍ قابلة للقياس في إشارة التصوير بالرنين المغناطيسي. اكتشف أوغاوا عام 1990 التباين المعتمد على مستوى الأكسجين في الدم (بي.أو.إل.دي) وهو تباين التصوير بالرنين المغناطيسي للهيموغلوبين المفتقر إلى الأكسجين. قام أوجاوا وزملاؤه عام 1990 في دراسةٍ بذريةٍ معتمدةٍ على أعمالٍ سابقة لثولبورن وآخرين، بفحص القوارض في مجال مغناطيسي قوي يساوي (7.0 ت) بالتصوير بالرنين المغناطيسي. ولمعالجة مستوى الأكسجين، قاموا بتغيير نسبة الأكسجين التي يتنفسها الحيوان. وبانخفاض هذه النسبة، شوهدت خريطة لتدفق الدم في المخ في التصوير بالرنين المغناطيسي. تحققوا من ذلك بوضع أنابيب اختبارٍ بها دمٌ مؤكسج وآخر غير مؤكسج صانعين صورًا منفصلة. وأوضحوا أيضًا أن صور الصدى المنحدر، التي تعتمد على شكل من أشكال فقدان المغناطيسية المسماة تحلل ال ت2*، أنتجت أفضل الصور. لإظهار أن هذه التغيرات في تدفق الدم كانت مرتبطةً بالنشاط الوظيفي للمخ، قاموا بتغيير نسب الهواء الذي تستنشقه الفئران وقاموا بفحصها بينما يراقبون نشاط المخ بواسطة مخطط كهربية المخ. قام بيليفيو وزملاؤه في جامعة هافارد بأول محاولة لرصد نشاط المخ في منطقةٍ محددةٍ بواسطة التصوير بالرنين المغناطيسي مستخدمين عامل للتباين يسمى الماجنيفست وهو مادةٌ مغناطيسيةٌ تبقى في مجرى الدم بعد الحقن الوريدي. ومع ذلك، فإن هذه الطريقة ليست شائعة في التصوير بالرنين المغناطيسي الوظيفي للبشر، بسبب إزعاج حقن عامل التباين، ولأن العامل يبقى في الدم لفترة قصيرة فقط.
ينقسم التصوير بالرنين المغناطيسي الوظيفي إلى ثلاث حالات:
1. تصوير الانتشار، وجود الحركة البراونية العشوائية ممثلةً في انتشار جزيئات الماء في جسم الإنسان. هذه المعلومات في أوقات الاسترخاء والانتشار T1, T2 غير ذات صلة، يمكن أن توفر معلومات الوظيفة على المستوى الجزيئي.
2. تصوير التروية، تصوير حركة الدم على المستوى المجهري للشعيرات الدموية، تستخدم الطريقة التقليدية لحل تصوير النظائر. يمكن أيضًا للتصوير بالرنين المغناطيسي بطريقة التصوير بالصدى المستوي، توفير معلومات ليس فقط حول تدفق الدم الدماغي في المنطقة وتدفق الدم الدماغي، ولكن لديها أيضًا دقة مكانية أعلى من الطريقة التقليدية.
3. مهمة التصوير الحي المثيرة للقلق: عند قيام الجسم البشري بنشاط ينعكس ذلك في منطقة خاصة في القشرة الدماغية بشكلٍ متناسب. يمكن في الأبحاث قياس وظائف المخ مباشرة باستخدام مستوى أكسجين الدم في الرنين المغناطيسي الوظيفي.